# Будинок на піску
«Будинок на піску» («Дом на песке») — радянський художній фільм 1991 року, знятий режисером Нійоле Адоменайте на студіях «Союзтелефільм» і «Ленфільм» за оповіданням Тетяни Толстой «Соня». 

## Сюжет
Лірико-драматична історія дівчини, яка живе у великій хлібосольній родині інтелігента, розчинена в життєписі середовища та атмосфери Ленінграда кінця 1930-х — початку 1940-х років.

## У ролях
- Олена Шифферс — Ада, дружина Лева, коханка Гери
- Олена Шачкова — Соня
- Юрій Астаф'єв — Гера (озвучив Микола Караченцов)
- Володимир Єрьомін — Лев
- Володимир Кузнецов  — Гліб
- Іван Латишев — Костянтин Адамович
- Людмила Молокова — сусідка Соні
- Марія Никифорова — колега Соні
- Наталія Нікуленко — Галина, дружина Гери
- Юрій Овсянко — Анатолій Петрович
- Сергій Сильницький — роль другого плану
- Наталія Самойлова — роль другого плану
- Олександр Струнін — батько Ади
- Аня Зайцева — роль другого плану
- Таня Смирнова — роль другого плану
- Всеволод Азіатсков — епізод
- В. Галищев — епізод
- Володимир Долгушин — глядач на концерті
- Анатолій Журавльов — глядач на концерті
- Тетяна Журавльова — епізод
- Олександр Зав'ялов — відвідувач ресторану
- К. Карпейченко — епізод
- Олександр Малникін — епізод
- Юрій Соловйов — епізод
- Тамара Тимофєєва — епізод
- Анатолій Телков — епізод
- Євген Умаров — гість
- Олександр Чевичелов — епізод
- Євген Чистов — епізод
- Микола Дік — офіціант

## Знімальна група
- Режисер-постановник — Нійоле Адоменайте
- Сценарист — Наталія Чепік
- Оператор-постановник — Олександр Шумович
- Композитор — Альгірдас Паулавічюс
- Художники-постановники — Олена Жукова, Едуард Зюзіков